# Acrolophus illudens
Acrolophus illudens är en fjärilsart som beskrevs av Edward Meyrick 1924. Acrolophus illudens ingår i släktet Acrolophus och familjen Acrolophidae. Inga underarter finns listade i Catalogue of Life.